# Central Vilanova
La Central Vilanova, també coneguda com a Central Catalana d'Electricitat, és un edifici situat al xamfrà de l'Avinguda de Vilanova i el carrer de Roger de Flor, catalogat com a bé cultural d'interès local.

## Història
El 2 de març del 1896 es va constituir la societat Central Catalana d'Electricitat, amb la participació de la Societat Catalana per a l'enllumenat de gas (50%) i la Compagnie Centrale Eugène Lebon et Cie (50%). La nova societat va decidir construir una central tèrmica de carbó, per la qual cosa va adquirir un terreny a l'Avinguda de Vilanova al costat de la séquia del Bogatell (que s'hagué de cobrir en part) i encarregà el projecte a l'arquitecte Pere Falqués, tot i que fou signat per Antoni Costa.
L'edifici, d'estil modernista, disposava d'una façana de gran longitud a l'avinguda de Vilanova (on eren situades les oficines) i s'hi utilitzaren pedra, maó vist, elements de ferro i ceràmica vidriada. El projecte inicial preveia una decoració a base de relleus de bronze i un coronament amb dues grans piràmides que no s'arribaren a realitzar. L'entrada principal es trobava al xamfrà i disposava d'un vestíbul senyorial de planta circular, a sobre del qual hi havia els habitatges dels encarregats. A l'interior d'illa hi havia la nau amb els generadors elèctrics, fabricats per la companyia Schuckert & Co de Nuremberg (gran competidor d'AEG juntament amb Siemens), quatre dinamos de 530 i una de 300 KW, que subministraven una potència total de 2.400 KW en corrent continu a 150 V. El conjunt, rematat per una xemeneia de 56 m, va ser acabat el 1897 i s'inicià el subministrament d'electricitat.
La instal·lació d'un turbogenerador Oerlikon (1908) i altres ampliacions (com la realitzada per Telm Fernández a l'Avinguda Vilanova entre 1910 i 1912) van permetre que a partir del 1910 la central pogués subministrar corrent altern a 6.000 V. El 1912, la Sociedad Catalana para el Alumbrado por Gas (que prèviament havia adquirit el 50% de participació de Lebon) es va transformar en Catalana de Gas i Electricitat i va absorbir la Central Catalana d'Electricitat. El nou propietari s'hi va reservar 5.877 m² de la central, on va instal·lar magatzems, tallers i fins i tot una fàbrica de gel.
No obstant això, en aquesta època es va construir la primera xarxa subterrània de Catalunya a 50.000 V entre la Central Vilanova i la subcentral del carrer de Viladomat, i també s'hi realitzaren millores i ampliacions els anys 1915-1916. Pocs anys després, la posada en marxa de la central de Sant Adrià de Besòs i l'arribada de l'electricitat produïda a la central hidroelèctrica d'El Run (Ribagorça) va motivar el cessament de la producció el 1918, convertint-se en una central transformadora. La maquinària fou desmuntada i traslladada a Sant Adrià o a la central que Catalana de Gas i Electricitat tenia a Sevilla.
L'any 1977 cessà l’activitat, i entre aquesta data i 1980 el complex (que ocupa tota l'illa) va ser reconvertit en les oficines d'Hidroelèctrica de Catalunya (HECSA), posteriorment absorbida per FECSA-Endesa, actualment filial de la italiana Enel. Des de l'any 2013 funciona com a centre adscrit al programa Endesa Educa de la Fundación Endesa.

## Descripció
De planta rectangular aixamfranada, comprèn semisoterrani, planta baixa i un pis, a excepció del cos orientat al xamfrà, format per semisoterrani, planta baixa i quatre pisos.
La façana estructura les seves obertures en eixos verticals, formant una composició axial. En ella hi ressalta, damunt d'un robust basament de pedra, el desenvolupament d'uns murs de maó vist sostinguts per una estructura metàl·lica que, lluny d'amagar-se, es manifesta com un element compositiu i decoratiu més. La façana desenvolupa un complex aparell decoratiu a base de l'alternància volumètrica de plens i buits, tractada, segons alguns autors, seguint els cànons del brutalisme arquitectònic. El semisoterrani, concebut com un robust basament de pedra, presenta alguns carreus d'acabat rústic i destaca per la reixa que tanca les petites finestres de perfil horitzontal. Damunt d'aquest basament, unes jàsseres de gelosia que contenen el forjat de la planta baixa sostenen, al mateix temps, els perfils metàl·lics que enfaixen els pilars de la nau orientada a l'Avinguda Vilanova. Aquestes robustes pilastres de ferro i maó permeten l'obertura de grans arcs de mig punt tancats amb vidre que permetien una il·luminació i ventilació de l'interior òptims. Sobre aquests arcs, un pis en forma d'àtic que s'obre per mitjà de parelles d'arcs de maó queda rematat per un potent cornisament d'entrants i sortints.
Al xamfrà s'hi localitza el portal principal, configurat per un potent emmarcament allindanat de pedra. Damunt del portal, un finestral semicircular queda flanquejat per dues semicolumnes de ceràmica vidrada sobre mènsules de pedra i un arc de maó amb la inscripció «General Catalana de Electricidad» pintada en verd. Per sobre d'aquest portal s'hi desenvolupa la resta de pisos, oberts per mitjà de finestres rectangulars i balcons amb barana bombada de forja, tot rematat per un coronament esglaonat que conté la data 1897.